# 에스펙트리토 2세
에스펙트리토 2세(Espectrito II, 1975년 5월 15일 ~ 2009년 6월 29일)은 멕시코의 프로 레슬러다. WWE 링네임은 타란툴라(Tarantula)이며, 1994년 프로 래슬링에 입문하였다.

## 신체
- 1.40 m (4 ft 7 in)

## 죽음
2009년 6월 29일 쌍둥이 형제 라 파르키타와 호텔에서 약물로 살해당했다.

## WWE
WWE에서 1997년 당시 타란툴라로 모자이크, 맥스미니, 엘 토리토등과 같이 활동하던 에스펙트리토 2세는 1년만에 방출당했다.